# Ady Zehnpfennig
Ady Zehnpfennig (* 17. Februar 1949 in Kerpen, eigentlich Adam Zehnpfennig) ist ein deutscher Musiker (Elektronische Orgel) sowie Musikproduzent, Arrangeur und Komponist.

## Leben
Ady Zehnpfennig, der seit seinem zehnten Lebensjahr Akkordeonunterricht erhalten hatte, gründete Mitte der 1960er Jahre – nach dem Einstieg in verschiedene Besetzungen zuvor – ein Trio (mit seinem Bruder), in dem er Hammondorgel spielte. Ende der 1960er Jahre schloss er in Köln eine Ausbildung zum Musikalienhändler ab.
Nach einer kurzen Episode als Berufsmusiker im Nachtclub begann er freischaffend für verschiedene Orgelhersteller Präsentationen und Konzerte durchzuführen. Während dieser Zeit begann auch die Tätigkeit als Arrangeur, Studiomusiker und Musikproduzent für verschiedene kleine Produktionen, die letztlich in die Gründung eines eigenen Tonstudios und der „Azure“ Musikproduktion mündete. Hier entstanden ab 1981 diverse Instrumental-Produktionen für die Firmen RCA, EMI Electrola, Phonogram und Topsound/München unter seinem Namen und unter dem Pseudonym „Andy Dimes“.
Mit dem Aufkommen des „Grand Prix der Volksmusik“ entstanden die ersten Titel mit der Sängerin Bianca, die dann in den großen Erfolgen „Die Rosen der Madonna“ und „Hörst du die Glocken von Stella Maria“ ihren Höhepunkt fanden (als Co-Autor und Arrangeur – Text: Georg Martin Lange)
Seit etwa 1985 begann neben der Musikproduktion auch die Tätigkeit als Orchesterleiter und Komponist und Musikproduzent für verschiedene Fernsehsendungen wie „Krügers Nationalquark“ (RTLplus) mit Mike Krüger, „Die goldene Stimmgabel“ (SWR und ZDF), „Ihr Einsatz bitte“, das „Sommer-Hitfestival“ und den "Galaabend der Welthungerhilfe (Superhitparade) – alle mit Dieter Thomas Heck. (ZDF). Bis zu dessen Rückzug aus dem ZDF Ende 2007 wurden fast alle seine Musikproduktionen von Ady Zehnpfennig erstellt, in der viele deutsche und ausländische Interpreten im „Azure“-Studio zu Gast waren.

## Diskografie (Auswahl)
Als „Ady Zehnpfennig“
- Dr. Böhm Panorama Sound, Dr. Böhm, Minden 1972 (mit dem Titel „Easter Afternoon“)
- Top-Orgel-Hits, Dr. Böhm, Minden 1974
- Pop-Orgel-Hits 1, EMI-Electrola, Köln 1975
- Pop-Orgel-Hits 2, EMI-Electrola, Köln 1975
- Pop-Orgel-Hits 3, EMI-Electrola, Köln 1976
- 28 Super-Orgel-Hits, Deutsche Austrophon, Diepholz 1977
- Die schönsten Melodien aus Rußland, Deutsche Austrophon, Diepholz 1978
- Zauber der Operette, Deutsche Austrophon, Diepholz 1979
- Ady's Non-Stop Hitparade, RCA-Schallplatten, Hamburg 1980
- Fantastic Organ Collection, RCA-Schallplatten, Hamburg 1980
- Ady's Party-Hits, RCA-Schallplatten, Hamburg 1981
- Orgel Pop on Top, Phonogram, Hamburg 1982
- Hollywood Träume, Phonogram, Hamburg 1982
- Sound Sensation, Phonogram, Hamburg 1983
- Die schönsten Melodien aus Frankreich, EMI-Electrola, Köln 1986
- Hammond in Gold, Polygram, Hamburg 1990
- Piano Romance 1991 WMP
- Nightflight 2006
- Organized 2007
- Silverbird Excursion 2008

Als „Andy Dimes“
- Die schönsten Melodien der Welt
- Andy Dimes spielt… (Serie mit aktuellen Hits)

## Mit anderen Künstlern als Arrangeur, Keyboarder, Produzent (Auswahl)
Bianca
- Zaubersee
- Von Herz zu Herz
- Gefühle bleiben
- Meine Lieder – Meine Welt
- Zwischen gestern und morgen
- Ich glaube an die Zukunft der Liebe

Dieter Thomas Heck
- Erfüllte Wünsche (als Keyboarder)
- Mein ganz persönliches Wunschkonzert

Günter Wewel
- Eine Deutschlandreise

Big Band der Bundeswehr
- Diverse Veröffentlichungen als Produzent